# Symphonie no 3 de Nielsen
Pour les articles homonymes, voir Symphonie no 3.
La Symphonie op. 27, "Espansiva" est la troisième des 6 symphonies, écrite par Carl Nielsen entre 1910 et 1911 (soit près de dix ans après sa deuxième symphonie).
Elle comporte une partie vocale pour soprano et ténor dans le deuxième mouvement. Comme ses symphonies précédentes, elle est écrite dans une tonalité évolutive, cette dernière changeant à chaque partie de mouvements.

## Historique
Nielsen achève assez rapidement les deux premiers mouvements en 1910 avant de connaître un épisode de dépression tarissant son inspiration durant quelques mois. La genèse du deuxième mouvement fut particulièrement complexe, le musicien n'ajoutant que secondairement la partie vocale qui ne repose sur aucun texte (comme dans les Sirènes des trois Nocturnes de Claude Debussy). Il achève les deux dernières parties le 30 avril 1911.
Sa création a lieu à Copenhague le 28 février 1912 par l'Orchestre royal du Danemark sous la direction du compositeur. Durant le même concert, il donne la première de son Concerto pour violon. Le titre d' "Espansiva" n'a été donné que secondairement, d'après l'intitulé du premier mouvement. Nielsen en publie un commentaire pour cette première représentation.
Le succès est immédiat et c'est la symphonie la plus jouée du musicien à tel point que son deuxième mouvement a servi comme musique funèbre au cours de son enterrement.

### Orchestration
| Instrumentation de la troisième symphonie |
| Cordes |
| premiers violons, seconds violons, altos, violoncelles, contrebasses                                                                                      |
| Bois |
| 3 flûtes, dont une jouant du piccolo 3 hautbois, dont un jouant du cor anglais 3 clarinettes en la et si bémol, 3 bassons, dont un jouant du contrebasson |
| Cuivres |
| 4 cors en fa, 3 trompettes en fa, 3 trombones (2 ténors et basse); 1 tuba                                                                                 |
| Percussions |
| timbales |
| Voix (dans le deuxième mouvement) |
| soprano (peut-être remplacée par une 4e clarinette), basse (peut-être remplacée par un 4e trombone)                                                       |

## Mouvements
Elle comporte quatre mouvements, jouées en continu, et son exécution demande environ un peu plus d'une demi-heure. Le premier mouvement débute par une série de notes répétées avant l'apparition du premier thème. Le deuxième mouvement, dont le calme contraste avec la tension du précédent, est divisé par le musicien lui-même en trois sous-parties : paysage, voix de la nature et émotion humaine, révélée par les deux voix chantant des vocalises. Le dernier mouvement est un hymne à la vie.
1. Allegro espansivo
2. Andante pastorale
3. Allegretto un poco
4. Finale, allegro

Thème du premier mouvement :